# 上村知輝
上村 知輝（うえむら ともき、2000年3月23日 - ）は、東京都出身のプロ野球選手（投手）。右投右打。オイシックス新潟アルビレックス・ベースボール・クラブ所属。

## 経歴

### プロ入り前
八王子市立横川小学校時代は横川スーパースターズ、八王子市立横川中学校時代は八王子桑都ボーイズでプレー。小学5年生のときから投手を務め、創価高等学校の2年生のときからサイドスローに転向した。
東京新大学野球連盟の創価大学硬式野球部時代の登板は1年生時に1試合と、4年生時に2試合の合計3試合であったと自身で話している。

### 新潟・オイシックス時代
2022年に当時ベースボール・チャレンジ・リーグ加盟球団だった新潟アルビレックス・ベースボール・クラブに入団。1年目はリーグ最多の46試合に登板した。2023年には14セーブを記録して北地区の最多セーブのタイトルを獲得した（信濃グランセローズの足立真彦と同数で、リーグ全体でも最多）。
2024年は新潟がオイシックス新潟アルビレックス・ベースボール・クラブとしてイースタン・リーグに参入した。開幕から抑えであった。3月27日の対横浜DeNAベイスターズ戦では9回に本塁打を許すも、後続を打ち取りホーム初勝利に貢献した。4月10日の対読売ジャイアンツ戦には4連勝をかけて登板し、5セーブ目を挙げた。7月20日に行われたフレッシュオールスターゲームに選出され、2点差の6回にイースタン・リーグの6番手で登板。2人を抑えた後に四球を与えるも廣瀨隆太を遊飛に打ち取り、1回を無失点に抑え、イースタン・リーグの完封リレーに貢献した。最終的に新潟は最下位に終わるも、48試合の登板で防御率2.93、5勝5敗20セーブの成績を残し、NPB登録外選手ながらイースタン・リーグ最多セーブ投手賞に輝いた。

## 選手としての特徴・人物
パワー系のサイドスロー右腕。球種は最速148 km/hでシュート回転するストレート、スライダー、ツーシーム、フォークを持っており、自身はスライダーに自信があるとしている。新潟1年目は対左打者の被打率が悪く、内角のストレート以外に空振りをとれる変化球としてフォークを習得した。
憧れの野球選手は津森宥紀。

## 詳細情報

### 独立リーグでの成績
| 年 度     | 球 団     | 登 板 | 先 発 | 完 投 | 完 封 | 無 四 球 | 勝 利 | 敗 戦 | セ 丨 ブ | ホ 丨 ル ド | 勝 率 | 打 者 | 投 球 回 | 被 安 打 | 被 本 塁 打 | 与 四 球 | 敬 遠 | 与 死 球 | 奪 三 振 | 暴 投 | ボ 丨 ク | 失 点 | 自 責 点 | 防 御 率 | W H I P |
| --------- | --------- | ----- | ----- | ----- | ----- | -------- | ----- | ----- | -------- | ----------- | ----- | ----- | -------- | -------- | ----------- | -------- | ----- | -------- | -------- | ----- | -------- | ----- | -------- | -------- | ------- |
| 2022      | 新潟      | 46    | 0     | 0     | 0     | 0        | 6     | 1     | 0        | 0           | .857  | 229   | 56.2     | 51       | 2           | 11       | -     | 4        | 54       | 4     | 0        | 20    | 19       | 3.02     | 1.09    |
| 2023      | 新潟      | 38    | 0     | 0     | 0     | 0        | 2     | 1     | 14       | 0           | .667  | 163   | 39.2     | 31       | 5           | 9        | -     | 4        | 40       | 1     | 0        | 15    | 14       | 3.17     | 1.01    |
| 通算：2年 | 通算：2年 | 84    | 0     | 0     | 0     | 0        | 8     | 2     | 14       | 0           | .800  | 392   | 96.1     | 82       | 7           | 20       | -     | 8        | 94       | 5     | 0        | 35    | 33       | 3.08     | 1.06    |

- この字体はリーグ最高。

### 背番号
- 11（2022年 - ）